# Episodi di Velvet Collection (seconda stagione)
La seconda stagione della serie televisiva spagnola Velvet Collection, composta da 10 episodi da 50 minuti ciascuna, è stata trasmessa dalla rete televisiva spagnola 0 dal 13 settembre al 12 ottobre 2018.
In Italia i primi due episodi sono stati trasmessi su Rai 1 il 6 agosto 2019, dopodiché la messa in onda è stata interrotta per via dei bassi ascolti.
Gli episodi mancanti sono stati resi disponibili su RaiPlay il 21 dicembre 2019. In televisione, sono andati in onda dal 20 gennaio al 3 febbraio 2020 su Rai Premium.
| nº | Titolo originale           | Prima TV Spagna   | Titolo italiano           | Prima TV Italia | Pubblicazione Italia |
| -- | -------------------------- | ----------------- | ------------------------- | --------------- | -------------------- |
| 1  | Un encargo singular        | 13 settembre 2018 | Una richiesta particolare | 6 agosto 2019   | 21 dicembre 2019     |
| 2  | Una operación de riesgo    | 14 settembre 2018 | Affari sporchi            | 6 agosto 2019   | 21 dicembre 2019     |
| 3  | Una visita inesperada      | 21 settembre 2018 | Vedere la luce            | 20 gennaio 2020 | 21 dicembre 2019     |
| 4  | El pasado siempre vuelve   | 21 settembre 2018 | Un angelo al mio fianco   | 20 gennaio 2020 | 21 dicembre 2019     |
| 5  | Cuando menos te lo esperas | 28 settembre 2018 | Quando meno te lo aspetti | 20 gennaio 2020 | 21 dicembre 2019     |
| 6  | Las mil y una noches       | 28 settembre 2018 | Tutto per una donna       | 27 gennaio 2020 | 21 dicembre 2019     |
| 7  | Nuevos amores              | 5 ottobre 2018    | Vecchi e nuovi amori      | 27 gennaio 2020 | 21 dicembre 2019     |
| 8  | Amistades peligrosas       | 5 ottobre 2018    | Il club della discordia   | 3 febbraio 2020 | 21 dicembre 2019     |
| 9  | Una nueva realidad         | 12 ottobre 2018   | Tutto all’acqua di rosa   | 3 febbraio 2020 | 21 dicembre 2019     |
| 10 | Felices fiestas            | 12 ottobre 2018   | Indietro non si torna     | 3 febbraio 2020 | 21 dicembre 2019     |